# Teorema di Oriani
Il Teorema di Oriani è un risultato che si ricava a partire dalla formula generale della rifrazione. Su questa base, il teorema precisa che, entro (poco meno di) 75 gradi dalla distanza zenitale, il calcolo della rifrazione non dipende alcuna ipotesi specifica sulla composizione dell'atmosfera. Questo risultato fornisce quindi alcune evidenze sulle costanti di rifrazione.
La dimostrazione del teorema è dovuto ad Barnaba Oriani. Talvolta il teorema è attribuito anche a Laplace, il quale sviluppò ulteriormente l'intuizione di Oriani.